# Butorides
Butorides és un gènere d'ocells de la família dels ardèids (Ardeidae), que habiten a les zones humides de gran part del món. No estan presents a Europa.

## Llista d'espècies
Se n'han descrit tres espècies dins aquest gènere:
- Butorides virescens
- Butorides striatus
- Butorides sundevalli

Altres autors consideren una única espècie, el martinet verd (Butorides striatus) amb un bon nombre de subespècies.